# Fagraea ridleyi
Fagraea ridleyi är en gentianaväxtart som beskrevs av George King och Gamble. Fagraea ridleyi ingår i släktet Fagraea och familjen gentianaväxter. Inga underarter finns listade i Catalogue of Life.